# Wolves in Wolves’ Clothing
Wolves in Wolves’ Clothing ist das zehnte Album der US-amerikanischen Band NOFX. Es erschien am 18. April 2006 und wurde von Bill Stevenson, Jason Livermore und Fat Mike produziert. In den US-amerikanischen Top Independent Album Charts kletterte Wolves in Wolves’ Clothing auf Platz 2. Insgesamt hielt es sich elf Wochen in den Charts und verkaufte sich bis zum Juli 56.644 Mal.
Wie auch beim vorherigen Album „The War on Errorism“ ist Politik eines der Hauptthemen des Albums, über die sich NOFX kritisch äußert. So wird in „USA-holes“ die damalige politische Situation in den Vereinigten Staaten beschrieben und aufs Korn genommen. Ein weiteres Themengebiet ist Religion. Im Lied „You Will Lose Faith“ sowie in „Seeing Double at the Triple Rock“, vor allem im dazugehörigen Video, wird blinder Glaube an eine höhere Macht kritisiert.

## Titelliste
- Alle Songs wurden von Sänger und Bassist Fat Mike geschrieben.

1. „60 %“ – 2:25
2. „USA-holes“ – 2:14
3. „Seeing Double at the Triple Rock“ – 2:09
4. „We March to the Beat of Indifferent Drum“ – 2:38
5. „The Marxist Brothers“ – 2:47
6. „The Man I Killed“ – 1:18
7. „Benny Got Blowed Up“ – 1:05
8. „Leaving Jesusland“ – 2:54
9. „Getting High on the Down Low“ – 1:13
10. „Cool and Unusual Punishment“ – 2:05
11. „Wolves in Wolves’ Clothing“ – 1:57
12. „Cantado en Español“ – 1:26
13. „100 Times Fuckeder“ – 1:57
14. „Instant Crassic“ – 0:34
15. „You Will Lose Faith“ – 2:31
16. „One Celled Creature“ – 1:31
17. „Doornails“ – 2:14
18. „60 % (Reprise)“ – 1:54
19. [Untitled] – 11:29

## Zum Album
- „Wolves in Wolves Clothing“ ist das erste Album von NOFX seit „S&M Airlines“ 1989, das einen Song beinhaltet, der den gleichen Titel wie das Album trägt.
- Das Album hat einen „Hidden Track“, der elf Minuten lang ist und in dem einige Demos von Fat Mike zu hören sind.
- Die ersten 1.062 Exemplare des Albums wurden auf grünes oder gelbes Vinyl gepresst.
- Sieben Songs des Albums erschienen schon früher auf den Serien The 7 of the Month Club: „Leaving Jesusland“,  „Benny Got Blowed Up“, „The Man I Killed“, „Getting High on the Down Low“, „Cool and Unusual Punishment“, und „You Will Lose Faith“.
- Zwei andere Songs waren schon vorher auf der EP „Never Trust a Hippy“ erschienen: „Seeing Double at the Triple Rock“ und „The Marxist Brothers“.